# Annika Langvad
Annika Langvad (født 22. marts 1984) er en dansk tidligere cykelrytter, der blandt andet er seksdobbelt verdensmester i henholdsvis mountainbike (5 gange på maraton distancen) og i XCO (1 gang). Hun er også landevejsrytter og blev ved DM i 2010 tredobbelt dansk mester ved at vinde såvel enkeltstart som holdløb (for Odder CK) og linjeløb. Med sit danske mesterskab i XCO 2017 vandt Langvad sin 24. nationale titel i disciplinerne MTB, cross og landevej. Hun kørte for Holte MTB Klub i årene 2008-2010, og hun har fra 2010 opnået støtte fra Team Danmark i den disciplin med henblik på at komme til OL i 2012. 
I 2010 skrev hun kontrakt med det tyske hold Fujibike Rockets som hun kørte for i årene 2011 og 2012. I 2013 kørte hun på det danske hold, Davinci-Specialized, som blev et springbræt videre til Specialized's fabrikshold. Her har hun kørt siden 2014. 
I 2011, 2012, 2014, 2017 og 2018 vandt hun verdensmesterskabet i mountainbike på maratondistancen (XCM). I 2016 vandt hun i Nové Město i Tjekkiet VM på OL-distancen. Hun føjede endnu en VM titel til samlingen ved at vinde sin femte XCM verdensmestertitel i 2017. Dermed var hun dobbelt regerende verdensmester fra juni til september 2017.
Annika Langvad er også noteret for fire World Cup-sejre. Den første kom i hus i italienske Val di Sole i 2015. I sæsonen 2016 vandt Langvad de to første World Cups i australske Cairns og tyske Albstadt. Året efter lykkedes det hende ligeledes at vinde den første World Cup i tjekkiske Nove Mesto, hvor hun året forinden var blevet XCO-verdensmester.
Langvad er én ud af kun tre kvinder, der har vundet det prestigefyldte etapeløb Cape Epic tre gange. 
Udover sine meritter på knopdæk har Langvad også bevist sin styrke ved VM i enkeltstart på landevej med en sjetteplads i 2013 og en i 2019 og vandt hun 2. pladsen i den Italienske endags klassiker Strade Bianche der samtidig var hendes debut i World Tour sammenhæng.
Kvalifikationen til OL 2012 lykkedes, idet Danmark med Langvad i spidsen netop holdt sig inden for de atten bedste nationer på den skæringsdato i maj 2012, som var afgørende for kvalifikationen. Som den bedste kvindelige danske mountainbikerytter blev Langvad udtaget, men hun var så uheldig at brække et ribben to uger, før hun skulle køre OL-løbet, og det medførte, at hun ikke var i stand til at stille op. Hun blev også udtaget til OL i Rio i 2016, hvor hun som verdensmester var en af favoritterne, men hun måtte nøjes med en elvteplads, 3:33 minutter efter den svenske vinder Jenny Rissveds.
Qua sine præstationer i 2016 indtog i en længere perioden førstepladsen på verdensranglisten.
I efteråret 2020 meddelte hun, lige inden VM i mountainbike, at hun indstiller cykelsportskarrieren med omgående virkning for at hellige sig en anden karriere. Hun blev uddannet tandlæge i 2016.